# Орлова, Надежда Анатольевна
Наде́жда Анато́льевна Орло́ва (род. 25 сентября 1979 года, Ленинград) — российская спортсменка, член олимпийской сборной команды России по бобслею на Олимпиаде в Турине.

## Биография
Занимается бобслеем с 2003 года, первый старт на международных соревнованиях — в ноябре 2003 года (этап Кубка мира в Калгари, Канада).
Мастер спорта России международного класса.
Выступает за РФСО «Локомотив», СК Вооруженных сил РФ, СДЮШОР и город Красноярск.
Тренерами Надежды Орловой были О. Б. Сухорученко, С. В. Смирнов, В. Д. Лейченко. Сейчас её тренируют А. В. Челышев и Е. И. Червяков.

## Спортивные результаты
Чемпионка России по боб-стартам (2004) в двойке и в четвёрке.
Чемпионка России по бобслею 2003—2006 годов (двойки).
На Олимпийских играх 2006 года, выступая в экипаже-двойке вместе с Викторией Токовой, заняла 7-е место.
Участница Чемпионата мира по бобслею 2005 года в Калгари, Канада (25—26 февраля 2005 года, 16 место).
Участница состязаний на Кубок мира в 2003—2006 годах (лучший результат — 2 место, этап в Сигулде, Латвия, 6 февраля 2004 года).
Неоднократная участница Чемпионата Европы по бобслею (лучший результат — 4 место, Сигулда, Латвия, 6—7 февраля 2004 года).
Серебряная призёрка состязаний на Кубок Америки 2006 года в Калгари, Канада.

## Призовые места на международных соревнованиях
- 2-е место на этапе Кубка Мира — 6 февраля 2004 года в Сигулде, Латвия, в экипаже-двойке с Викторией Токовой.
- 2-е место в соревнованиях Кубка Америки — 15 ноября 2006 года в Калгари, Канада, в экипаже-двойке с Викторией Токовой.